# 中村遊廓

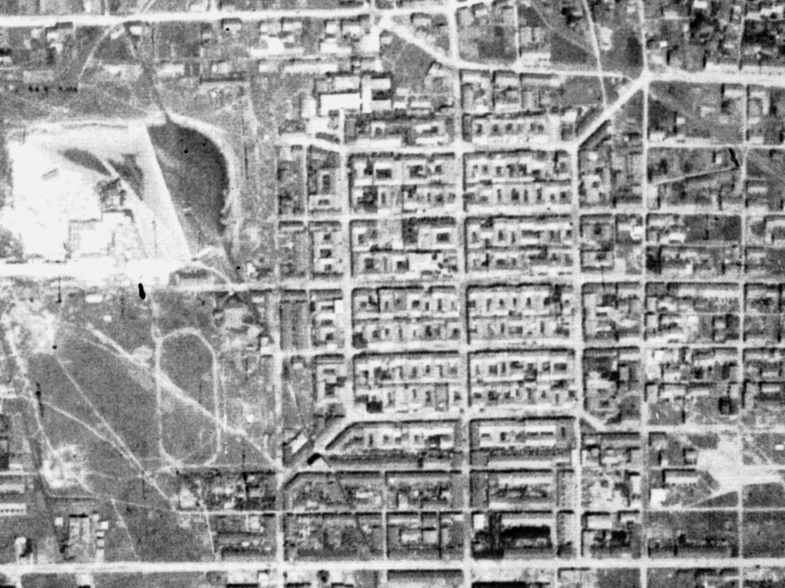
戦前の中村遊廓 。

中村遊廓（なかむらゆうかく）は、かつて愛知県名古屋市中村区にあった遊廓（公娼が集まる地域）。
大須にあった旭廓が1923年（大正12年）に移転して中村遊廓が設置された。戦後には公娼制度が廃止されて名楽園に転換され、1958年（昭和33年）の売春防止法施行と同時に名楽園も廃止された。大門地区と呼ばれる中村遊廓/名楽園跡地は風俗街として知られる。

## 歴史

### 名古屋の遊廓
古くは、徳川家康による飛田屋町廓や徳川宗春による西小路遊廓、富士見原遊廓、葛町遊廓が知られるが、いずれも出現後禁制策がすぐにとられ、長くは続かなかった。江戸期の名古屋で専ら活躍していたのは、百花（もか）と呼ばれた私娼であった。幕末期の安政年間に至り、玉屋町の宿屋渡世笹野屋庄兵衛なる者が上願して、大須観音堂の北にあたる北野新地（清安墓地の南、大光院墓地の西の区画）という一区域に役者芸人の寄宿を許可され、漸次繁盛してきた。
1874年（明治7年）、「日出町近傍を遊所の区劃と定め」ここに名古屋の公娼が誕生したが、北野新地の南西、園町以東を適当とし、1875年（明治8年）これを入れて大須観音の堂裏、堀川以東の5箇所に移転させ、この一廓を旭廓と称することとなった。1876年（明治9年）、工費8800余円を投じて新地に女紅場（じょこうば、女子のための習い事の施設）を新設した。
1905年（明治38年）頃が旭廓の全盛時代と考えられ、娼家173軒、娼妓1618人を数えた。
名古屋市の都市拡大が進み、風紀上の問題が論ぜられるようになったこと、遊廓の発展で手狭になってきたことから、1892年（明治25年）頃から旭廓の移転問題が本格化した。1912年（明治45年）7月には当時の県知事が、貸座敷取締規則に改正を加え、尾張国における貸座敷営業区域を南区稲永新田（現在の港区錦町）に限定し、4年限りで現営業地においての営業を許可する旨を発令した。しかし、この移転問題に絡む疑獄事件が発生したことで、旭廓の稲永新田移転の話は立ち消えになり、愛知郡中村への移転が決定した。
結局、稲永は後年、熱田伝馬町からの引っ越しと言う形で遊廓が設置されている。

### 中村遊廓の設置と繁栄
中村への移転が決定すると、その移転地につき名古屋土地株式会社と旭廓土地株式会社との間に土地31620坪（104346平方メートル）の売買契約が締結、1920年（大正9年）3月から整地に着手、11万9,700余円を投じてできあがった組合事務所を中心として娼家群の新装が成り、開業したのは1923年（大正12年）4月1日であった。またこの日から「中村遊廓」または「中村旭廓」と称せられるようになった。ただし当時の新聞記事によると、4月1日に一斉移転できたわけではなく、一部の業者は移転未了のままのスタートだった。新生中村遊廓は、日吉（ひよし）・寿町（ことぶき）・大門（おおもん）・羽衣（はごろも）・賑（にぎわい）の5つの町からなっていたため、五町街（ごちょうまち）または五丁町（ごちょうまち）と呼ばれた。
遊廓移転後、遊客数・遊興金額・一人あたりの遊興金額とも増加してゆき、1925年（大正14年）の遊客数は75万5,940人（一日あたり2,071人）を数えた。しかし全盛を極めたのは、1937年（昭和12年）頃で、娼家138軒または147軒、娼妓約2,000人、一軒の抱え娼妓が13～30余人を数え、日本最大級の遊廓となっていた。厚生省の調査によれば、1937年（昭和12年）時点の全国の娼妓総数が44,908人であり、全国の4.5%の娼妓が中村に集中していたことになる。また、名古屋新聞によれば、1934年（昭和9年）の松の内3日間の登楼者は2万7,624人、娼妓は1,700人であった。
1928年（昭和3年）と1933年（昭和8年）には京都の嶋原からその道の専門家を招いて花魁道中の催しを挙行した。県下はおろか他県からも見物客が押し寄せ、未曾有の盛況を呈した。
当時、「中村は遊興代の高いことに於て日本一」と云われ、昭和7年時点で、一流楼あたりで1時間2円50銭くらいだった。
例祭として、夏の提灯祭り、正月の門松があった。

### 戦時中
1937年（昭和12年）に日中戦争が勃発すると、次第に戦時体制が強化され、中村遊廓への客足も年々少なくなっていった。日米開戦後の1943年（昭和18年）、中村遊廓はついに企業整備を余儀なくされ、娼家わずかに19軒、娼妓は220人に縮小された。そして休業中の娼家は、三菱航空・三菱発動機・大同製鋼といった軍需工場の寄宿舎・寮施設に早代わりして、廓の情趣は失われてしまった。当時名古屋は、軍需工場工員の収容力飽和点に達し、特殊建物を転用しなければ多数の工員を抱擁することができない状態だった。

### 名楽園時代

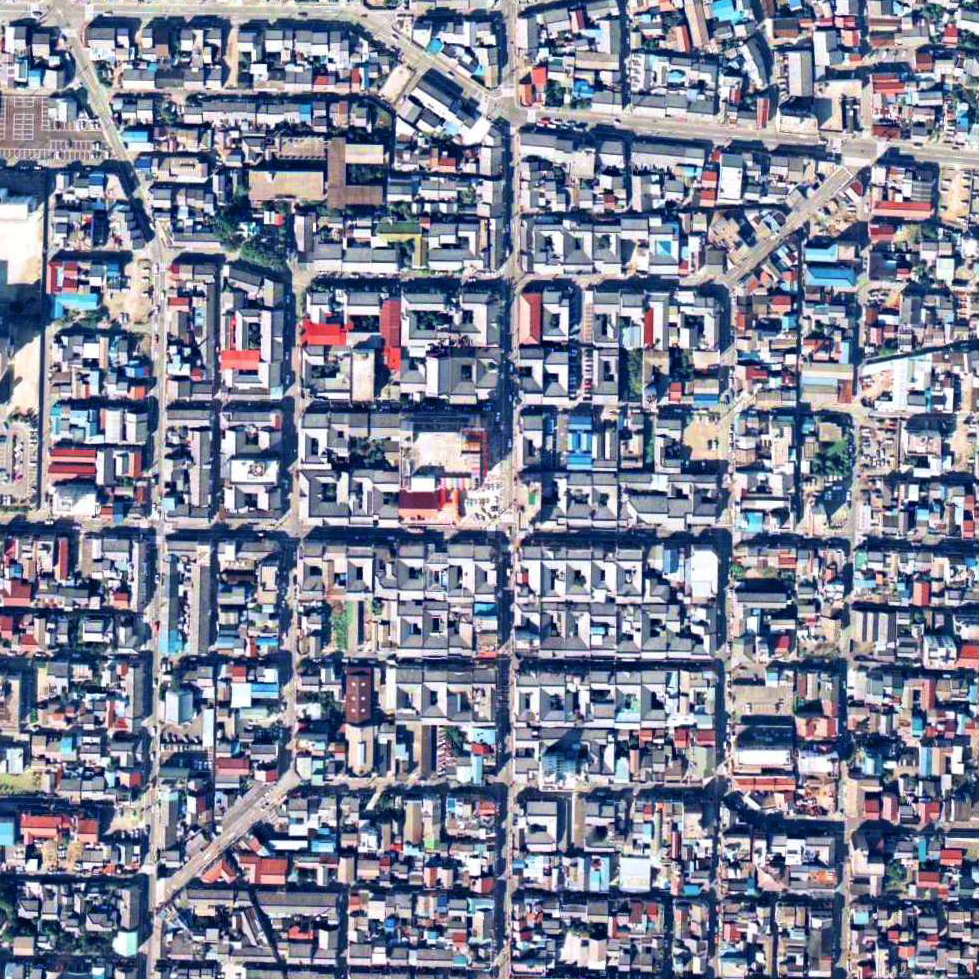
1975年時点の大門地区（中村遊廓跡）

1945年（昭和20年）3月12日や3月19日の空襲（名古屋大空襲）では55軒が焼失した。特に賑町の被害が多かった。現業を続けるものは19軒のみであった。それでも吉原等他地域の遊廓に比べると優良な残存建物の多さがきわだっていた。
終戦直後、進駐軍軍人の登楼がにわかに増え、当時営業していた店舗・芸妓だけでは対応しきれないほどになった。しかし1945年（昭和20年）12月15日に進駐軍の登楼禁止令が発せられ、登楼客はガタ落ちとなった。
政府は1946年（昭和21年）2月2日に内務省令第3号をもって、公娼制度の廃止を通達した。その後もその趣旨を徹底させるため2度にわたり｢公娼制度の廃止に関する指導取締りの件」なる通達が出された。しかし同年9月、まず警視庁管内で、「接待所慰安所等の転換措置に関する件」なる改善指導策が出され、同様の措置が全国の遊廓営業地に伝播した。その内容は、旧来の娼家としては営業が認められないが、特殊飲食店と名義替えすることによって娼家に準ずる営業内容をも認めようというものである。中村遊廓の組合は、1945年（昭和20年）9月、「旭廓貸座敷組合」を「名楽園組合」と改称すると同時に、貸座敷を特殊飲食店に変更、「娼妓」を「芸妓」と改称した。さらに翌昭和21年4月、特殊カフェーと改称、「芸妓｣を「給仕婦」と改めた。かつての中村遊廓は、いわゆる赤線の一つになった。
この時期東海地方では、名楽園以外にも同様な特殊カフェー組合が組織され、なかでも城東園・八幡園・新陽園などの「○○園」という名称が流行した。これらの名称の中で現在まで持続しているのが、岐阜市の金津園である。
1953年（昭和28年）頃には、営業者は81軒、給仕婦は約900人まで回復した。しかし、進駐軍の登楼禁止令以降の不況は長引き、加えて、国鉄名古屋駅近辺に増えてきた街娼や新興の非公認業者の台頭で、戦前ほどの活況を取り戻すまでには至らなかった。
なお、『歓楽の名古屋』にみる昭和12年当時の廓内明細図と、昭和30年代以降の住宅地図を比べると、店の位置の変更が多々ある。戦中に焼失した店の再配置等が原因と考えられる。

### 売春防止法の施行

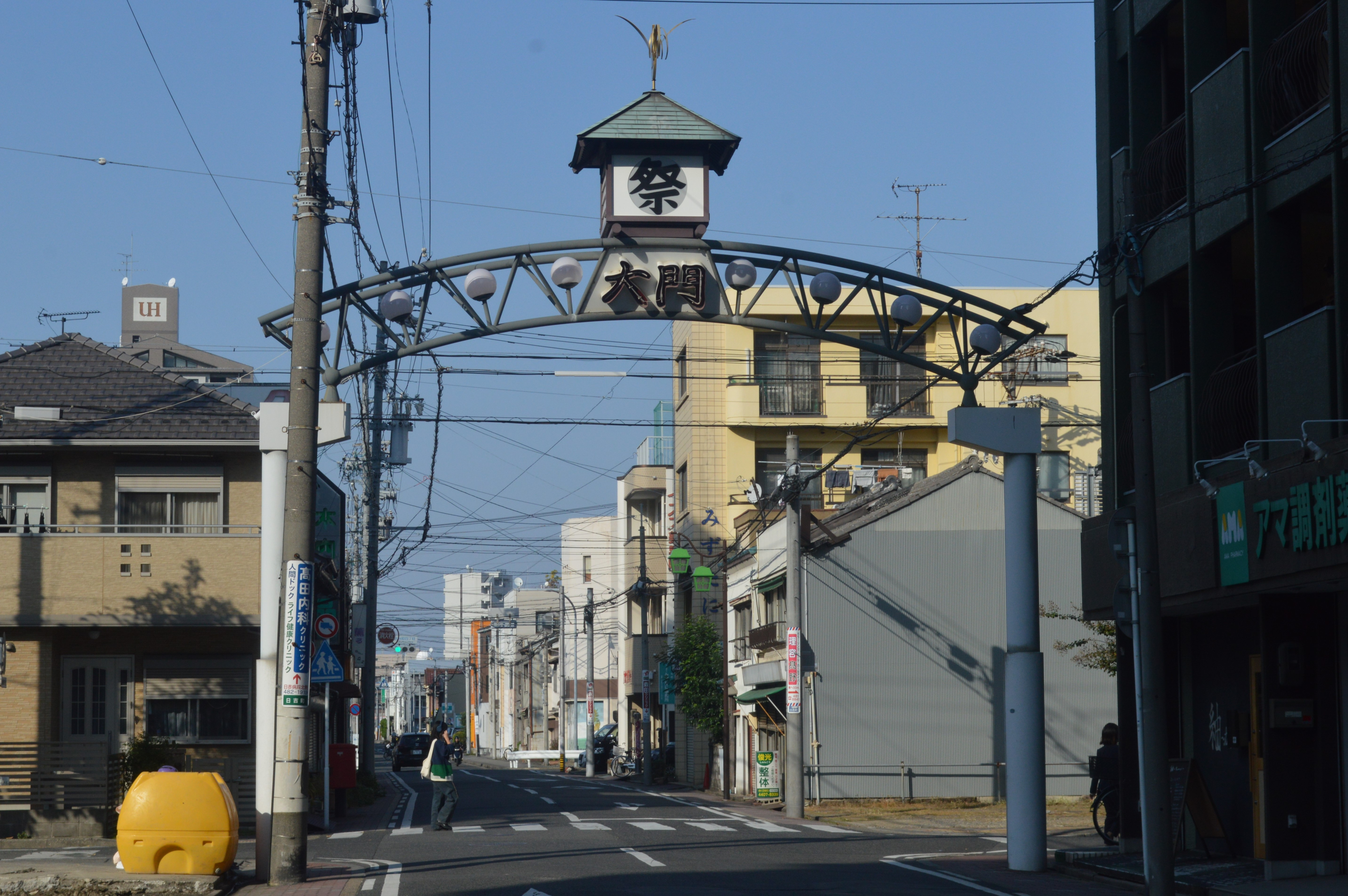
新大門商店街シンボルアーチ

1958年（昭和33年）の売春防止法の施行は4月1日からだったが、名楽園では、業界のモデルケースとなるべく、1月からの自主転廃業に踏み切った。旅館に転業が約40軒、トルコ風呂に転業したのが約10軒、飲食店に転業したのが約20軒あった。中でも転業費用が安かった旅館は、転業当初から1ヶ月に10～15人の客しか付かず、わずか3ヵ月後の1958年（昭和33年）4月にもなると、旅館許可を返上したり、許可はそのままでも店を閉ざすものも現れ、早くも再転業の声が出る始末となった。名楽園組合は解散し、代わって61軒のみで新名楽園組合が組織されたが、かつてのような同一営業体での組織ではなかった。

### 現代の大門地区
1969年（昭和44年）10月、大門地区中心部の組合事務所跡地にほていや中村ショッピングセンター（現・ピアゴ中村店）が開店した。1973年（昭和48年）1月1日時点では、トルコ風呂18軒、サウナ1軒、バー48軒を数えた。旅館は供給過剰状態が続いたが、旅館・ホテル需要が逼迫した1970年（昭和45年）の日本万国博覧会期間中は貴重な存在となった。その後老朽化等で徐々に軒数を減らし、2009年には全滅となってしまった。
ソープランドについては、2009年（平成21年）現在でも名古屋市内唯一の集中地区となっており、10軒を数える。しかし東海地方のソープランド街として常に比較対象とされる岐阜市金津園と比べると劣勢は隠しようがない。売春防止法施行以降、来るべきトルコ風呂時代に向けて専業化・近代化に努め、現在でも数十軒の規模で生き残っている金津園とは明暗を分けた結果となってしまった。旧中村遊廓内のソープランドは、他地域のそれと同様、徐々に数を減らしている。
かつての中村遊廓のシンボルともいえた遊廓時代からの建物は徐々に減少して来た。建物が解体された跡地には、マンション・病院・スーパーマーケットなどが建ち、旧遊廓は名古屋の住宅街の中に埋没しつつある。そこで地元では、街の賑わいを取り戻そうと1991年（平成3年）から新大門商店街を立ち上げ、街ぐるみで活性化が続けられている。
1993年（平成5年）10月、料亭稲本など大門地区の4の建築物が名古屋市都市景観重要建築物等に指定された。2005年（平成17年）、ジュディ・オングが廓内の料亭を題材にした版画「紅楼依緑」で第37回日展特選を受賞した。

### 年表
- 1923年（大正12年）4月1日：大須の旭廓が中村に移転して中村遊廓が設置される。
- 1925年（大正14年）：愛知県立中村病院が開院。
- 1928年（昭和3年）：花魁道中を開催。
- 1933年（昭和8年）：花魁道中を開催。
- 1937年（昭和12年）：遊里ヶ池跡地に日本赤十字社愛知県支部名古屋病院（中村日赤）が開院。
- 1945年（昭和20年）9月：公娼制度の廃止に伴って名楽園と改称。
- 1958年（昭和33年）1月：売春防止法施行に先立って全施設が自主転業・廃業。

## 構造
| 料亭 稲本（2018年解体） |  | 長寿庵（2014年解体） |
| 料亭 稲本（2018年解体） |  | 長寿庵（2014年解体） |

| 旧松岡旅館（2023年解体） |  | 旧松岡旅館（2023年解体） |
| 旧松岡旅館（2023年解体） |  |                          |

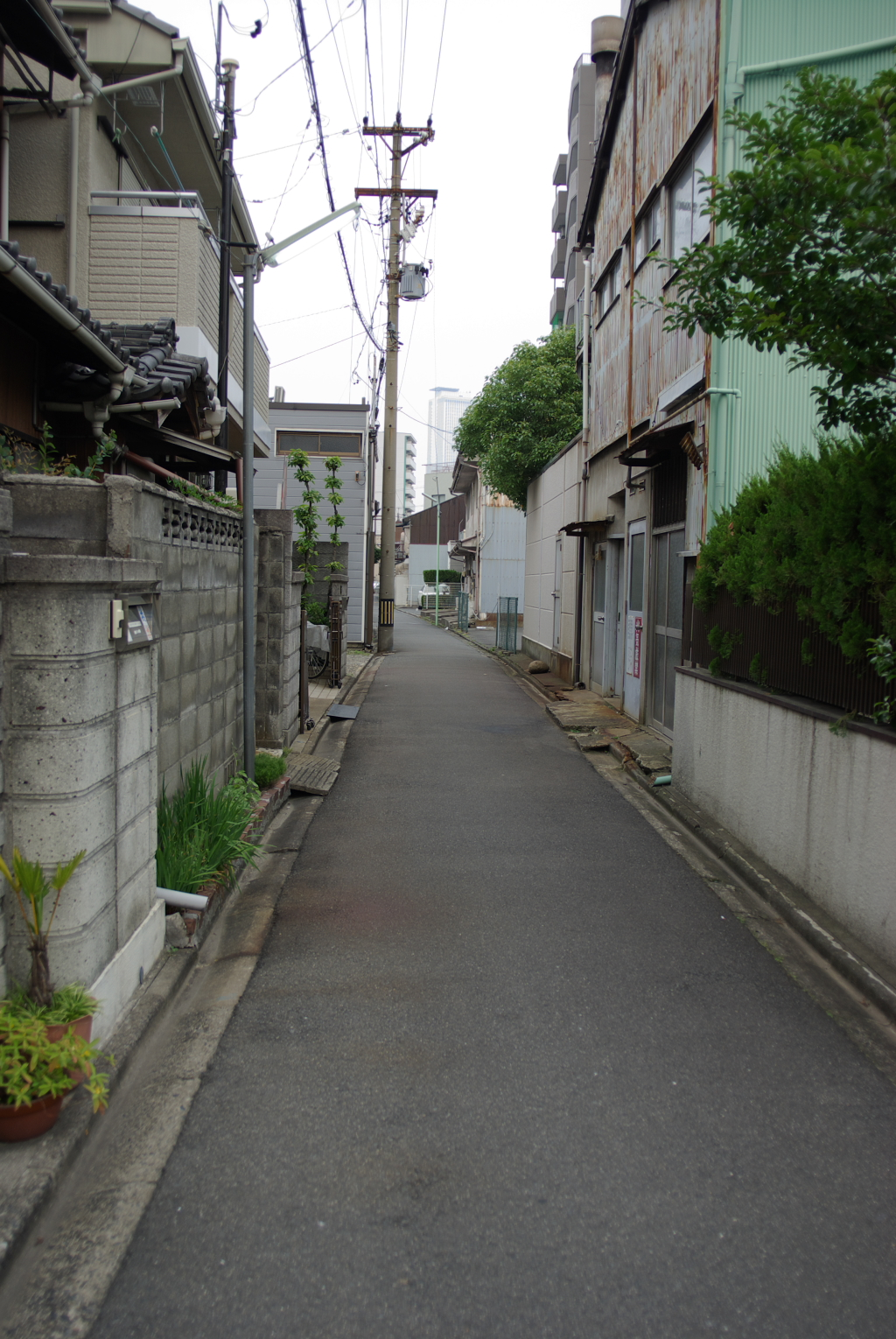
道路となった堀跡

中村遊廓は、東京の吉原を模した造りの廓だった。外周を幅一間の堀で囲み、四隅の道は斜めにすることで廓の外周を不等辺八角形とし、外部からでは中の様子をのぞくことが出来ないようになっていた。この堀の跡は廓北東辺などに道路として現存する他、形として残らないまでも、町境として跡を残している。

### 建物
ある娼家の構造を例にとると、次のようになっていた。
建物は木造二階建て、桟瓦葺。中央には坪庭が設けられていた。一階の表通りに面して玄関が中央にあり、その左右に帳場と張見世があった。その奥には仲居控え室・主人応接室・布団部屋をはさみ、若干の客室（個室）があった。そのまた奥には主人居間があり、建物の最も奥側には炊事場・集団で食事可能な広さの台所・脱衣所・風呂があった。炊事場には勝手口があり、その外に井戸が設けられていた。二階は坪庭に面して環状の廊下があり、その周囲に数部屋の客室が配置されていた。ただし一階の風呂の真上にあたる部屋は洗濯・洗浄室となっていた。先の張見世は、表から格子越しに覗ける構造になっており、客が実物の娼妓を見定められるようになっていた。またこの格子は取り外し可能になっているものもあり、かろうじて置かれた手擦り越しに娼妓が客を招く場面もあったという。張見世は大正末～昭和初期には機能していたようだが、昭和5～6年ころから店玄関付近に置かれた看板写真に代わるようになった。またアルバム形式の写真帳を使う娼家もあった。張見世の廃止は、東京の吉原等と比べると遅かったようだ。帳場のカウンターか玄関ホールの飾り台に招き猫を置くのが常だったという。客室は接客の場であると同時に、娼妓の生活の場でもあった。中村では、かつての吉原等であった「廻し」システムがなかったため、そのための部屋もなかった。客が登楼すれば、敵娼（あいかた）が各々に割り当てられた客室で一々客をもてなすシステムであった。部屋の入り口はそれぞれに趣向が凝らしてあった。くぐり戸のようなものもあれば、色ガラスを貼り合せたようなものもあった。
坪庭は、中村遊廓でのトレンドだったようで、廓内のほとんどの建物は、真上から見ると口の字やコの字状となっている。これはまた国土地理院が所有する1946年（昭和21年）当時の米軍撮影の空中写真をみても、明らかである。この坪庭に稲荷社を置いた例がある。また娼家廃業後、坪庭を通路として利用し、アパートに改造した例がある。
廓内の建物は、一軒につき約30万円を費やしたといわれ、大正末当時の建築技術を最大限に発揮して建てられたものが多く、近代の文化財としての視点からも価値がある。実際、廓内の4件（長寿庵・旧松岡旅館・料亭 稲本・料理旅館 大観荘）が名古屋市都市景観重要建築物に指定されている（うち料理旅館 大観荘は2004年に、長寿庵は2014年にそれぞれ解体され指定解除）。
昭和12年当時、廓内のほとんどの娼家で、当時まだ珍しかった電話を個々に設置していた。

## 運営

### 娼妓

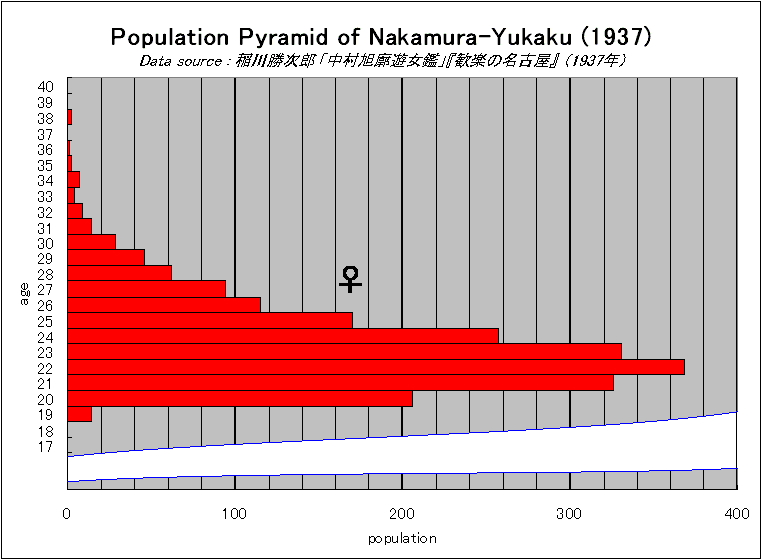
中村遊廓の人口ピラミッド（1937年）

稲川勝次郎「中村旭廓遊女鑑」『歓楽の名古屋』趣味春秋社（1937年）から集計した昭和12年当時の人口ピラミッドによると、娼妓の年齢幅は19～38歳で確認できる。総人口は2000人を越えている。人口ピラミッドの型としては、女性のみの就業期人口のみが集まる特異な都市型と位置づけられる。しかしながら22歳を人口の頂点として、年齢を重ねるに従い、急激に数を減らしている形は富士山型に通ずるものがある。富士山型は多産多死の途上国にみられる型であり、中村遊廓の場合も、若年層の娼妓を中心として発展を続けてきたが、娼妓は長く廓内に居つかず、すぐ辞めていく傾向が強かったことの反映と考えられる。一方で、最年少の19歳が20歳に比べ極端に少ないのは、廓側が極端な低年齢層への雇用を控えていたこと、プロの娼妓として客前に出るまで入廓後ある程度の教育期間が必要だったことの反映との見方ができる。一方、22歳に比べ、20歳・21歳が少ないのは、同様の理由によるものか、既にこの時点で中村遊廓の若年層による発展にかげりが現れ出したことの反映なのかは、前後の年代の資料がないためはっきりしない。
中村遊廓成立当時は既に、芸娼妓解放令が出されて久しかったが、内規などで娼妓たちは大門から外への自由な外出ができなかった。外出ができないため、必要な物品は、娼家経営者経由で買わざるを得なかった。その一方で、太平洋戦争の戦後の一時期をのぞいて、白飯での食事が保証され、それだけで貧しい育ちの娘たちを集めることができたという。

## 関連施設

### 遊里ヶ池

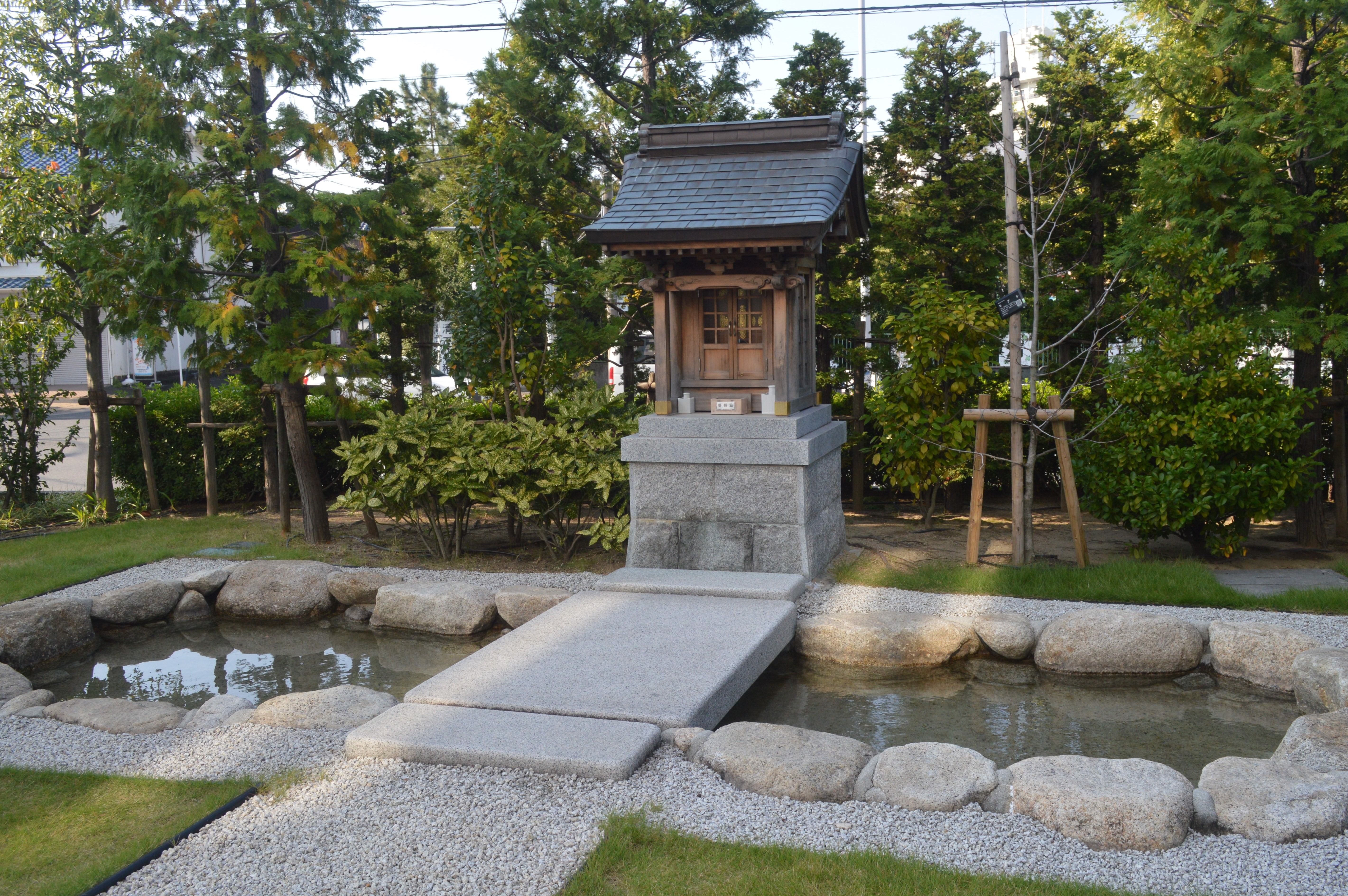
中村日赤敷地内の弁財天

大正初めまで田畑しかなかった中村遊廓建設用地を整備するためにたくさんの土砂を掘ったので、遊廓西隣に遊里ヶ池が生まれた。夏はボート・魚釣り等で賑わい、中村周辺に住む人たちの憩いの場所であった。初期の遊廓名物であった花火大会の仕掛け花火はこの池畔で行なわれた。池の中心には、南からのびる半島が設けられ、その半島には弁天寺が造られた。女性の幸福を守る守護神として、琵琶湖の竹生島から七福神で唯一の女神である弁財天を迎えての建立であった。弁天寺には弁財天の他、大日如来、不動明王、稲荷神、地蔵菩薩などの神仏が祀られていた。当時の地形図上では神社として記されている。
遊里ヶ池は名古屋の名所の一つに数えられるようになったが、1935年（昭和10年）ころこの池は埋め立てられた。1937年（昭和12年）、跡地に日本赤十字社愛知県支部名古屋病院（中村日赤）が建てられた。
その後弁天寺は中村区藤江町に移転し、病院内に弁財天の分身を残すことになったが、この分身も病院の建て替えに伴い、2006年（平成18年）から弁天寺に一時預かりになっている。2009年（平成21年）11月頃には病院西棟北西角に新しい弁天堂が建立された。

### 愛知県立中村病院

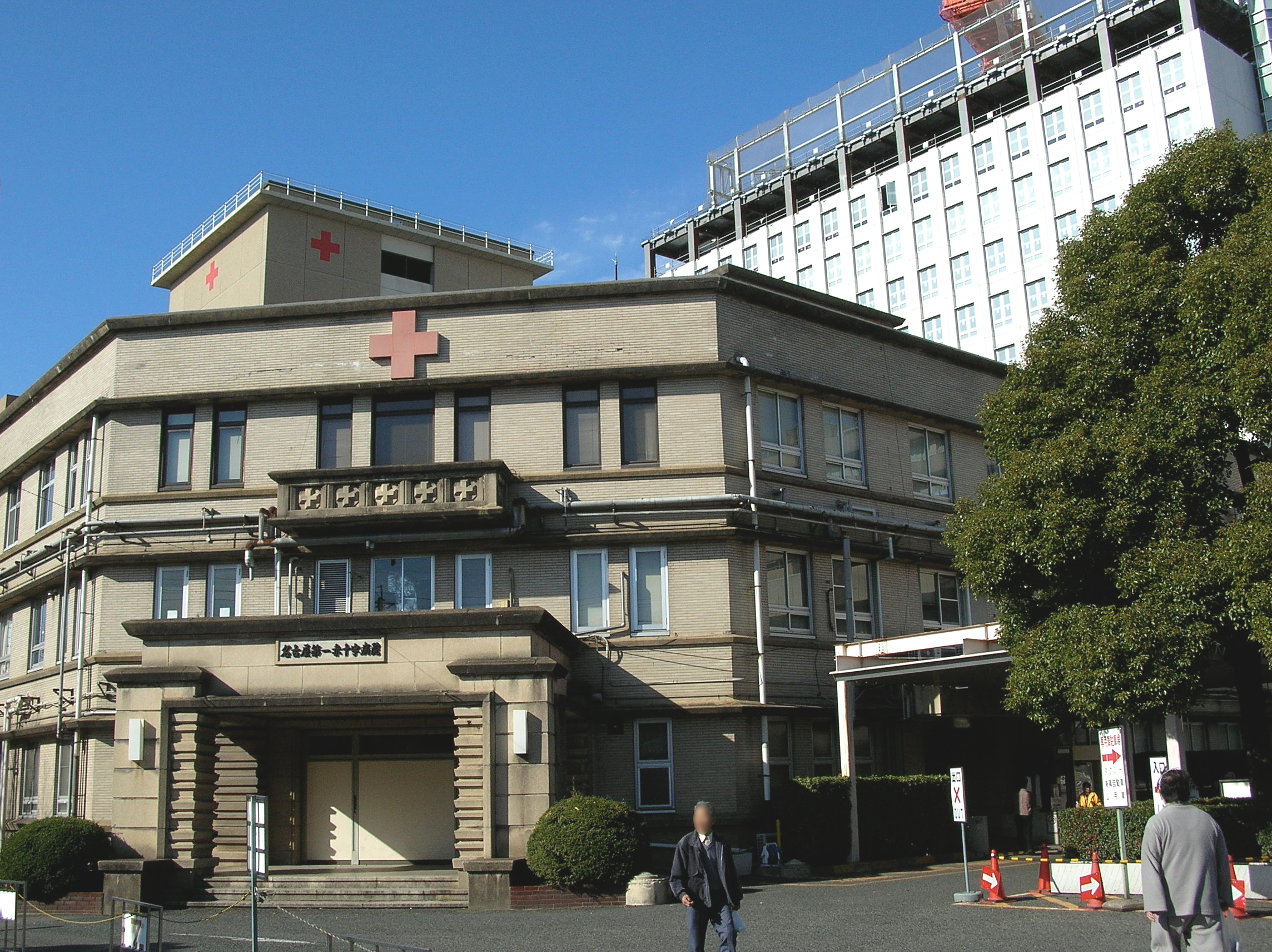
名古屋第一赤十字病院旧本館

中村遊廓北西部、中村区道下町にあった病院。木造2階建て。この病院は1900年（明治33年）10月娼妓取締規則制定実施に伴い、大須旭廓付近に公衆衛生上、娼妓の検黴（けんばい）執行のため、愛知県立名古屋駆黴院（くばいいん）として設立されたものを起源とする。その後、名古屋診療所と改称、以来もっぱら娼妓の検診治療を行なってきた。旭廓の中村移転後、この病院も1925年（大正14年）に中村遊廓近傍に移転し、名称も県立中村病院と改称した。1948年（昭和23年）9月に性病予防法が実施されて、この病院の使命も一段と飛躍し、1950年（昭和25年）には一般県民にも開放された。中村病院の機構は、1953年（昭和28年）当時、婦人科・皮膚泌尿器科・内科・理学療法科となっていた。名楽園時代、毎週金曜日が検診の日だったという。
その後この建物は、愛知県立高等看護学院として転用されたが、現在は取り壊されてしまった。当時を偲ぶものは門柱と塀のみである。一旦更地となってしまったが、土地の一部は名古屋第一赤十字病院の施設として利用されている。

### 素盞男神社

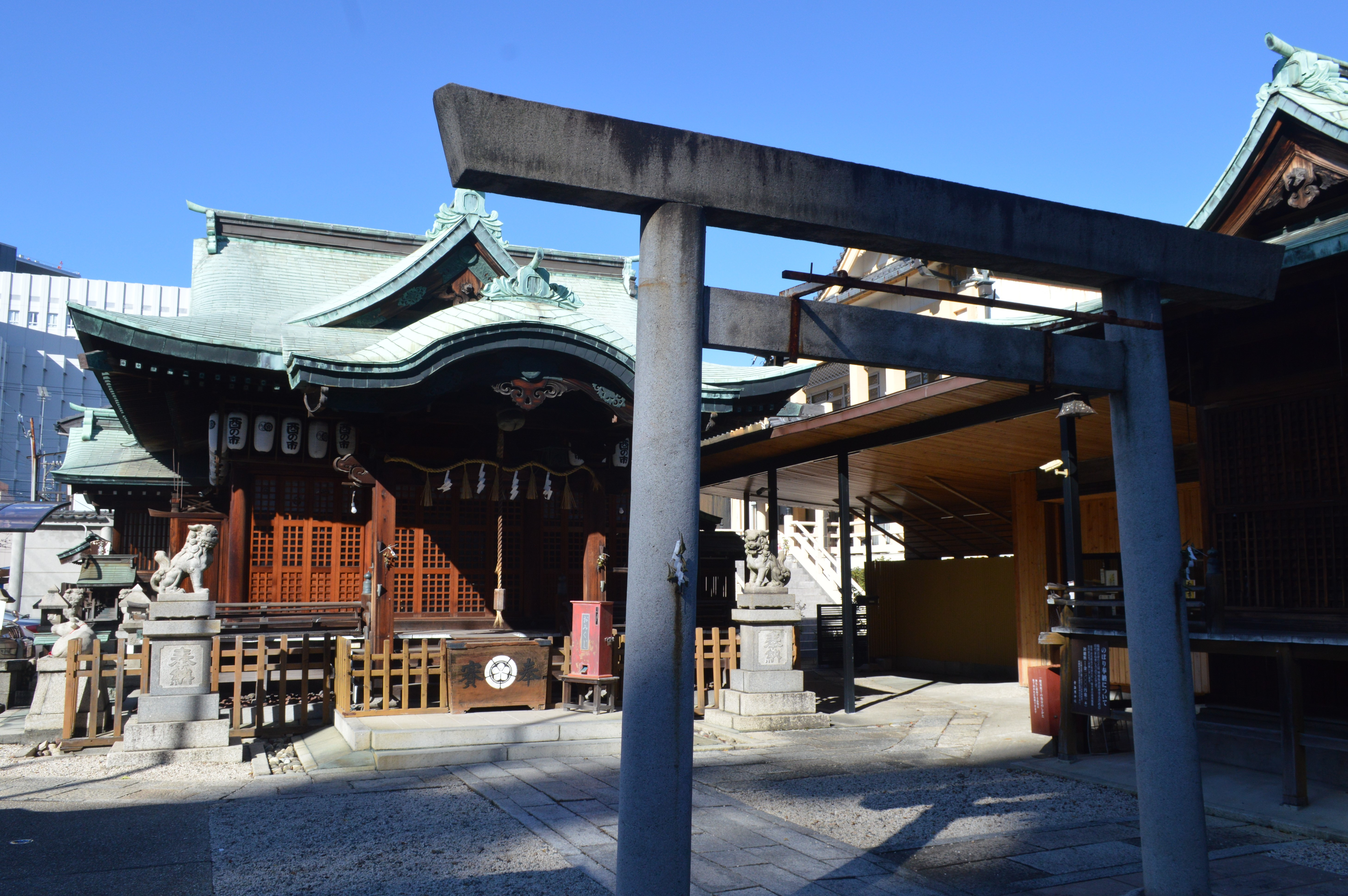
素盞男神社

中村遊廓北西部、かつての県立中村病院の門前には素盞男（すさのお）神社がある。毎年11月の酉の日に酉の市が行なわれ、名古屋市内の商工業者商売繁盛の祈願に訪れる。遊廓にとっても商売繁盛祈願の地であり、神社内の奉納物にはかつての廓内楼名が刻まれているものが多い。

## 歌謡
- 廓小唄[4]
- 名楽園音頭[1]
- 恋の五丁町[17]

## 交通アクセス
- 名古屋市営地下鉄東山線 中村日赤駅より東へ徒歩で約5分。
- 名古屋市営バス・名鉄バス「大門通」バス停より北へ徒歩で約7分。
- JR各線・名古屋臨海高速鉄道西名古屋港線（あおなみ線） 名古屋駅より西へ徒歩で約20分。